# Don’t Forget About Us
A Don’t Forget About Us Mariah Carey amerikai popénekesnő ötödik kislemeze tizennegyedik, The Emancipation of Mimi című albumáról. A dal csak az album új kiadásain szerepel (Platinum Edition és Ultra Platinum Edition).
A lassú tempójú dal az 1990-es évek R&B-számait idézi. Hasonlít a We Belong Togetherhez, de belenyugvóbb hangvételű.

## Fogadtatása
A dal vezette az Egyesült Államokban a Billboard Hot 100-at és aranylemez lett, listavezető lett Finnországban és Brazíliában is, és számos országban a Top 40-be került a slágerlistán. Két Grammy-díjra jelölték, a legjobb R&B-dal és a legjobb, női előadó által előadott R&B-dal kategóriájában.
Careyt többször gyanúsították azzal, hogy nem akar változtatni a sikert hozó recepten és szándékosan csinálja dalait nagyon hasonlóra korábbi, sikeres dalaihoz – a kritikusok úgy vélték, Heartbreaker (1999) és Loverboy (2001) című dala túlságosan hasonló más gyors tempójú számaihoz, például a Dreamloverhez (1993) és a Fantasyhez (1995). A Don’t Forget About Ust többen a We Belong Togetherhez hasonlították, és voltak, akik úgy vélték, nem több, mint a nagy sikerű dal folytatása
A dalt hivatalosan 2005. október 11-étől játszották a rádiók, de egyes adókon és az interneten már szeptember végétől hallani lehetett. A listán töltött 11. hetén ért fel a Billboard Hot 100 első helyére, ahol két hetet töltött, december 25-étől 2006. január 8-áig. Tizennyolc hétig maradt a Top 40-ben. Számos más Billboard slágerlistát is vezetett, közte a Hot R&B/Hip-Hop Singles and Trackst. A dal Carey 17. listavezető száma lett a Hot 100-on, ezzel holtversenybe került Elvis Presleyvel, jelenleg ők ketten azok a szólóénekesek, akiknek a legtöbb listavezető számuk volt a Billboard Hot 100-on (együttesek közül is csak a The Beatles előzi meg őket, húsz listavezető dallal).
A listavezető dalok összeszámolásában azonban van némi vita: Joel Whitburn, a Billboard magazin statisztikusa tizenhét helyett tizennyolc listavezető dalt tulajdonít Presleynek, mert az énekes egyik dupla A-oldalas kislemezét, a Don’t Be Cruel/Hound Dog címűt (1956) két külön listavezető dalnak számolja, bár a Billboard hivatalos szabályai szerint egynek számít. Amikor Presley kislemeze megjelent, a Billboard magazin négy jelentős slágerlistát állított össze rendszeresen. A Don’t Be Cruel és a Hound Dog az első helyre kerültek a Juke Box és a Best Sellers in Stores slágerlistákon, amik nagyjából egyforma jelentősnek bizonyultak. Miután a Billboard 1958-ban bevezette a Hot 100 slágerlistát, csak az eladási adatokon alapuló Best Sellers listát számították bele az 1958 előtt megjelent kislemezek helyezésének kiszámításához, és mivel azon a listán a Don’t Be Cruel és a Hound Dog együtt szerepelt, egy kislemezként, a Billboard magazin jelenleg egy kislemeznek számítja őket, még úgy is, hogy külön is elsők lettek a rádiós játszási listákon. Joel Whitburn nem ért egyet ezzel a visszamenőleges minősítéssel, és Top Pop Singles című könyvsorozatában mind a négy korabeli slágerlista adatait felhasználja. Careynek szintén volt Hot 100 listavezető dupla A-oldalas kislemeze, a My All/Breakdown (1998), erről azonban a második dal nem lett listavezető a Hot 100-at alkotó részslágerlisták egyikén (a Hot 100 Single Salesen vagy a Hot 100 Airplayen) sem.
A dal a rádiós játszásoknak köszönhette sikerét, de a letöltések hiánya miatt a dal lassabban haladt felfelé a listán, mint az előző két kislemez. A dalt és számos remixét ugyanis csak 2005. december 13-án tették legláisan letölthetővé, amikor a dal már a második helyen állt a Hot 100-on. A Don’t Forget About Us átvette az első helyet Carey minden karácsonyi időszakban sikeres All I Want for Christmas Is You (1994) című számától a iTunes Music Store leggyakrabban letöltött dalai listáján, így Carey lett az első énekes, akinek sikerült saját magát váltania ennek a listának az első helyén.
A dal a Billboard 2006-os év végi Top 100 kislemez listáján az 50. helyre került.
A Don’t Forget About Us az USA-n kívül is sikert aratott: Brazíliában és Finnországban a slágerlista élére került, az Egyesült Királyságban, Kanadában és Ausztráliában a Top 20-ba jutott. A kontinentális Európában mérsékelt sikere volt.

## Videóklip
A dal videóklipjét Paul Hunter rendezte, aki korábban a Honey klipjét (1997). A klip két idősíkon játszódik: az egyikben a jelenben láthatjuk Mariah-t, a másik pedig visszaemlékezés a múltra, a szerelmével töltött időkre (őt Christian Monzon modell alakítja). A klipben Carey Marilyn Monroe-t utánozza, aki egy korábbi klipjét, az I Still Believe-et (1998) is ihlette: az a jelenet, melyben Mariah az úszómedencében van, Monroe befejezetlen filmjét, a Something’s Got to Give-et (1962) idézi.
A klipet hivatalosan 2005. november 1-jén jelentették meg, de az MTV Spanking New című műsorának keretében már október 29-én bemutatták. Az első helyre került több videóklip-slágerlistán: a Total Request Live-on, a BET 106 & Park műsorában (huszonegy alkalommal) és a VH1 Top 20 Music Countdown műsorában.

## Remixek
A Don’t Forget About Us fő remixét, a Mr. Dupri Mixet Jermaine Dupri készítette, és több rapper is közreműködik benne: Juelz Santana, Krayzie Bone & Layzie Bone, így Carey kevesebbet énekel. A remixet a chicagói B-96 FM rádióban mutatták be 2005. november 29-én, és később az iTunesról is letölthető lett. A remix segített a Billboard letöltéseken alapuló Hot Digital Songs slágerlistája első helyére juttatni a dalt (az albumváltozat csak a 2. helyig jutott ezen a slágerlistán). Dance remixeket Ralphi Rosario & Craig J., Quentin Harris és Tony Moran & Warren Rigg készítettek a dalhoz.
2007 januárjában a rádiók megkapták a Desert Storm remixet is, melyet DJ Clue készített (aki remixelte a We Belong Togethert és a Shake It Offot is) és Fabolous, valamint Styles P. is közreműködnek benne. Eredetileg helyettük Cam’ron és Da Brat szerepelt volna a dalban, de Cam’ron megsérült egy lövöldözésben és nem tudott dolgozni. Ez a remix hallható DJ Clue The Professional, Pt. 3 című albumán, és videóklip is készült hozzá, ami Carey hivatalos MySpace oldalán látható.

### Hivatalos remixek, verziók listája[4]
- Don’t Forget About Us (Desert Storm Remix feat. Fabolous & Styles P) 4:51
- Don’t Forget About Us (Instrumental) 3:38
- Don’t Forget About Us (Quentin Harris Radio Mix) 4:40
- Don’t Forget About Us (Quentin Harris Re-Production Shelter Anthem) 12:24
- Don’t Forget About Us (Radio Edit)
- Don’t Forget About Us (Ralphi Rosario & Craig J. Anthemic Radio Mix) 3:45
- Don’t Forget About Us (Ralphi Rosario & Craig J. Anthomic Vocal) 9:56
- Don’t Forget About Us (Ralphi Rosario & Craig J. Martini at Xo Vocal Edit) 3:41
- Don’t Forget About Us (Ralphi Rosario & Craig J. Martini at Xo Vocal Mix) 7:42
- Don’t Forget About Us (Ralphi Rosario & Jody Den Broeder Anthomic Dub) 11:44
- Don’t Forget About Us (So So Def Remix feat. Juelz Santana & Bone Thugs-N-Harmony) 3:32
- Don’t Forget About Us (So So Def Remix feat. Juelz Santana & Bone Thugs-N-Harmony – Radio)
- Don’t Forget About Us (So So Def Remix feat. Juelz Santana & Bone Thugs-N-Harmony – Instrumental)
- Don’t Forget About Us (Tony Moran & Warren Rigg Percussion Dub) 9:44
- Don’t Forget About Us (Tony Moran & Warren Rigg Dancefloor Anthem) 9:34
- Don’t Forget About Us (Tony Moran & Warren Rigg Dancefloor Anthem – Radio Edit)
- Don’t Forget About Us (Tony Moran Radio Edit) 4:17

## Változatok
CD kislemez (Európa)
1. Don’t Forget About Us
2. Don’t Forget About Us (Remix feat. Juelz Santana & Bone Thugs-N-Harmony)

CD kislemez (Európa)
1. Don’t Forget About Us (Radio Edit)
2. Don’t Forget About Us (Ralphi Rosario & Craig J. Martini at Xo Vocal Edit)

CD maxi kislemez (Európa)
1. Don’t Forget About Us (Radio Edit)
2. Don’t Forget About Us (Dance Floor Anthem Remix)
3. Shake It Off (Remix feat. Jay-Z and Young Jeezy)

CD maxi kislemez (Európa, Tajvan)
1. Don’t Forget About Us
2. Don’t Forget About Us (Ralphi & Craig J. Anthomic Vocal Mix)
3. Don’t Forget About Us (Tony Moran Mix)
4. Don’t Forget About Us (videóklip)

CD maxi kislemez (Ausztrália, Új-Zéland)
1. Don’t Forget About Us (Album version)
2. Don’t Forget About Us (Dance Floor Anthem – Tony Moran & Warren Rigg)
3. Don’t Forget About Us (Ralphi & Craig Martini Vocal)
4. Don’t Forget About Us (Quentin Shelter Anthem Mix)
5. Don’t Forget About Us (videóklip)

12" maxi kislemez (Európa)
1. Don’t Forget About Us (Radio Edit)
2. Don’t Forget About Us (Ralphi Rosario & Craig J. Anthomic Vocal Edit)
3. Don’t Forget About Us (Quentin Harris Re-Production Shelter Anthem Mix)

12" maxi kislemez (USA)
1. Don’t Forget About Us (Dance Floor Anthem – Tony Moran and Warren Rigg)
2. Don’t Forget About Us (Ralphi & Craig Martini Vocal)
3. Don’t Forget About Us (Quentin Shelter Anthem Mix)
4. Don’t Forget About Us (Ralphi & Jody Anthomic Dub)

## Helyezések
| Slágerlista (2005)                             | Legmagasabb helyezés |
| ---------------------------------------------- | -------------------- |
| USA Billboard Hot 100                          | 1 (2 hétig)          |
| USA Billboard Hot 100 Airplay                  | 1 (5 hétig)          |
| USA Billboard Pop 100                          | 2                    |
| USA Billboard Pop 100 Airplay                  | 4                    |
| USA Billboard Hot R&B/Hip-Hop Singles & Tracks | 1                    |
| USA Billboard Adult R&B Airplay                | 12                   |
| USA Billboard Hot Dance Music/Club Play        | 1                    |
| USA Billboard Top 40 Mainstream                | 3                    |
| USA Billboard Rhythmic Top 40                  | 2                    |
| USA Billboard Hot Digital Tracks 1             | 22                   |
| Ausztrál ARIA kislemezlista                    | 12                   |
| Brit kislemezlista                             | 11                   |
| Ciprusi kislemezlista                          | 2                    |
| Dán kislemezlista                              | 25                   |
| Dél-koreai kislemezlista                       | 4                    |
| Finn kislemezlista                             | 1                    |
| Fülöp-szigeteki kislemezlista                  | 1                    |

| Slágerlista (2005)                | Legmagasabb helyezés |
| --------------------------------- | -------------------- |
| Görög kislemezlista               | 43                   |
| Holland kislemezlista             | 43                   |
| Holland Top 40                    | 32                   |
| Hongkongi kislemezlista           | 4                    |
| Horvát kislemezlista              | 1                    |
| Ír kislemezlista                  | 25                   |
| Izraeli kislemezlista             | 8                    |
| Kanadai BDS rádiós slágerlista    | 17                   |
| Litván kislemezlista              | 16                   |
| MAHASZ Singles Top 10             | 5                    |
| Német kislemezlista               | 41                   |
| Olasz kislemezlista               | 11                   |
| Osztrák Top 75 kislemez           | 61                   |
| Sri Lanka-i kislemezlista         | 2                    |
| Svájci kislemezlista              | 19                   |
| Szingapúri kislemezlista          | 24                   |
| Új-zélandi RIANZ kislemezlista    | 12                   |
| Nemzetközi egyesített slágerlista | 9                    |

1 Remix.